# اسفنجی‌مگسان
اسفنجی‌مگسان (نام علمی: Sisyridae) نام یک تیره از راسته بال‌توری‌سانان است. مگس‌های اسفنجی بالغ کرپوسکولار یا شبگرد و همه چیزخوار هستند، گاهی اوقات بی‌مهرگان کوچک را شکار می‌کنند، اما عمدتاً از لاشه حیوانات کوچک و همچنین گرده و عسلک تغذیه می‌کنند. ماده‌ها تخم‌های خود را به تنهایی یا به صورت دسته‌های کوچک روی گیاهانی که بر روی دریاچه‌های آب شیرین یا رودخانه‌هایی با حرکت آهسته رشد می‌کنند، قرار می‌دهند (مانند اسفنج آب شیرین). هنگامی که لاروها از تخم بیرون می‌آیند، به داخل آب می‌افتند و تا شفیره شدن رشد می‌کنند.